# Atxondo
Atxondo è un comune spagnolo di 1 427 abitanti situato nella comunità autonoma dei Paesi Baschi.

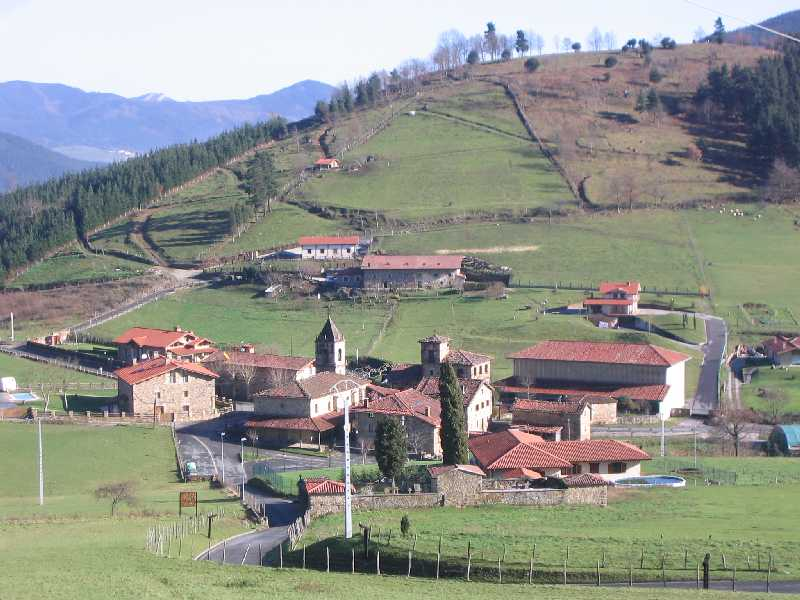
Barrio de Axpe, vista generale.
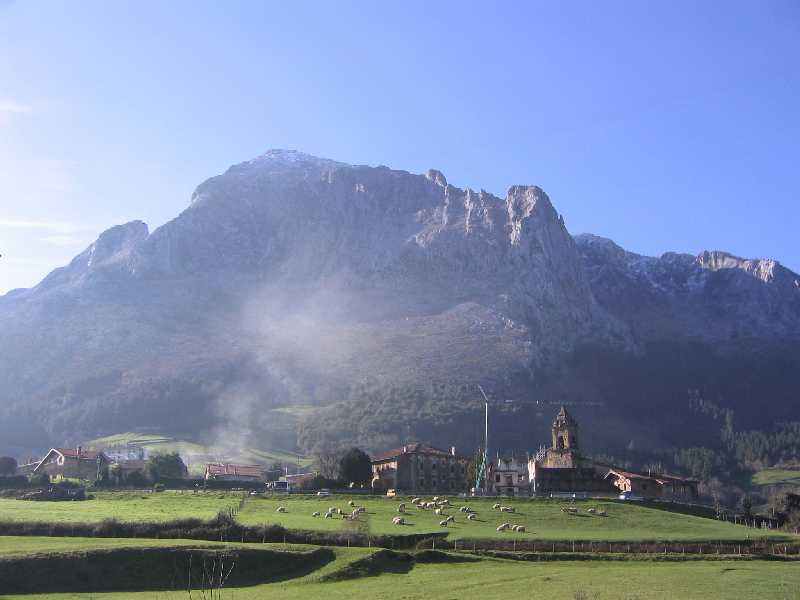
Barrio de Arrazola.

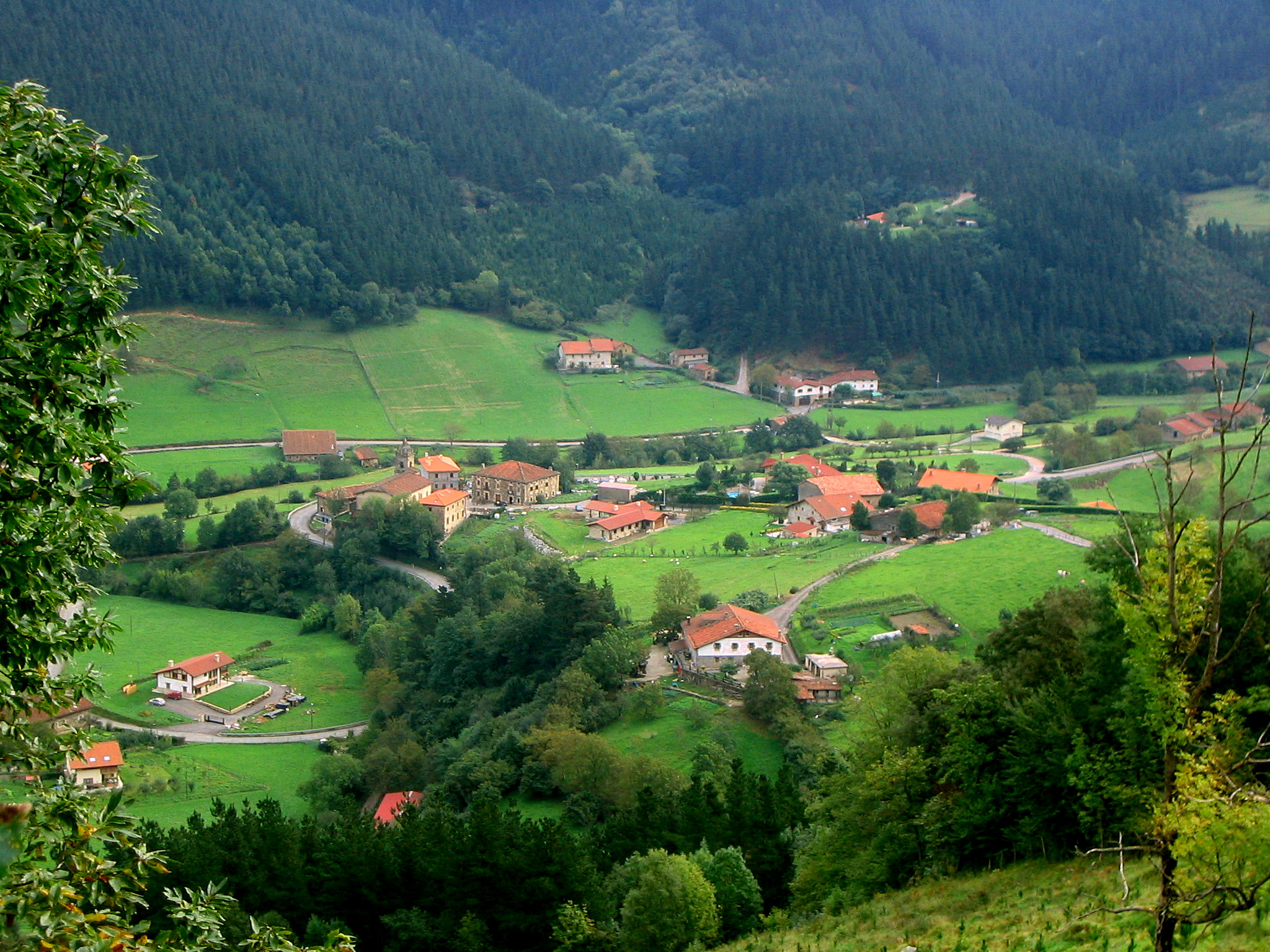
Barrio de Arrazola.
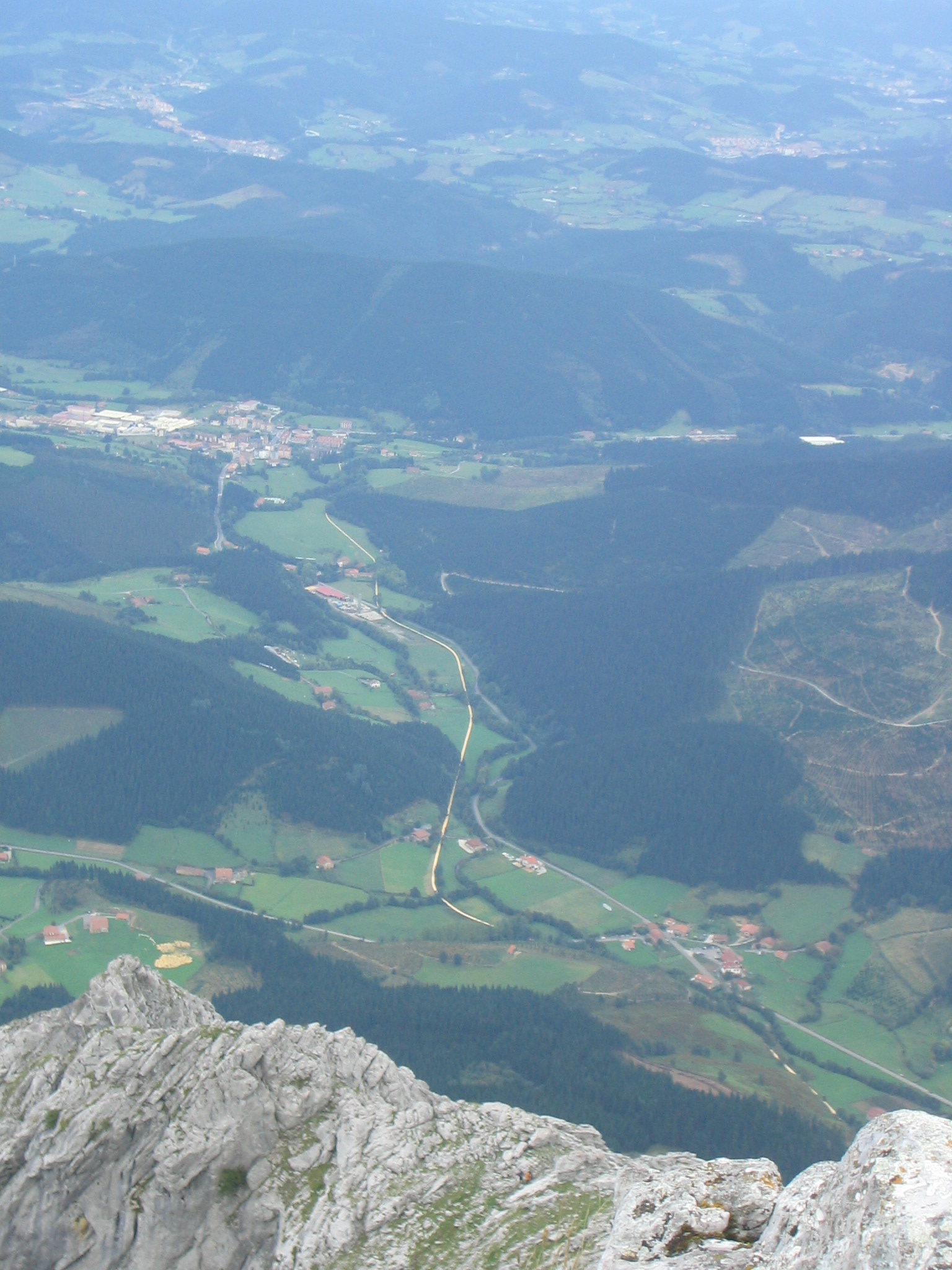
Barrio de Apatamonasterio e Marzana.